# Postbridge
Postbridge est un hameau anglais situé dans le district de West Devon et le comté de Devon. Il se trouve au cœur du Parc naturel du Dartmoor et est connu pour son pont en dalles de pierre (clapper bridge),.